# Parijs-Camembert 2023
De 84e editie van de wielerwedstrijd Parijs-Camembert vond plaats op 11 april 2023. De start was in Magnanville en de finish lag in Livarot.
De vorige editie werd gewonnen door Anthony Delaplace. 
Deze editie werd na vijf en een half uur koers gewonnen door de Fransman Valentin Ferron. Hij versloeg in een sprint zijn landgenoot Ewen Costiou. De Noor Fredrik Dversnes eindigde als derde. 
De race was onderdeel van de UCI Europe Tour en de Coupe de France.

## Uitslag
| Plaats  | Naam                    | Ploeg                   | tijd     |
| ------- | ----------------------- | ----------------------- | -------- |
| Winnaar | Valentin Ferron         | TotalEnergies           | 5u30'10" |
| 2       | Ewen Costiou            | Arkéa Samsic            | z.t.     |
| 3       | Fredrik Dversnes        | Uno-X Pro Cycling Team  | +15"     |
| 4       | Valentin Madouas        | Groupama-FDJ            | z.t.     |
| 5       | Guillaume Martin        | Cofidis                 | z.t.     |
| 6       | Xabier Azparren         | Euskaltel-Euskadi       | +1'05"   |
| 7       | Elie Gesbert            | Arkéa Samsic            | z.t.     |
| 8       | Nicolas Prodhomme       | AG2R-Citroën            | +1'19"   |
| 9       | Rasmus Søjberg Pedersen | CIC U Nantes Atlantique | +2'00"   |
| 10      | Louis Barré             | Arkéa Samsic            | z.t.     |

1946 · 1947 · 1948 · 1949 · 1950 · 1951 · 1952 · 1953 · 1954 · 1955 · 1956 · 1957 · 1958 · 1959 · 1960 · 1961 · 1962 · 1963 · 1964 · 1965 · 1966 · 1967 · 1968 · 1969 · 1970 · 1971 · 1972 · 1973 · 1974 · 1975 · 1976 · 1977 · 1978 · 1979 · 1980 · 1981 · 1982 · 1983 · 1984 · 1985 · 1986 · 1987 · 1988 · 1989 · 1990 · 1991 · 1992 · 1993 · 1994 · 1995 · 1996 · 1997 · 1998 · 1999 · 2001 · 2002 · 2003 · 2004 · 2005 · 2006 · 2007 · 2008 · 2009 · 2010 · 2011 · 2012 · 2013 · 2014 · 2015 · 2016 · 2017 · 2018 · 2019 · 2020 · 2021 · 2022 · 2023 · 2024